# تپه برج آقا
تپه برج آقا مربوط به دوران‌های تاریخی پس از اسلام است و در شهرستان شازند، بخش مرکزی، روستای برج واقع شده و این اثر در تاریخ ۹ اردیبهشت ۱۳۸۲ با شمارهٔ ثبت ۸۵۸۰ به‌عنوان یکی از آثار ملی ایران به ثبت رسیده است.